# آي وانا تاتش يو
«آي وانا تاتش يو» (بالإنجليزية: I Wanna Touch U)‏، هي أغنية لفرقة الهارد روك البريطانية ديف ليبارد من ألبومها من عام 1992، أدرينالايز، وهي الأغنية المنفردة السابعة من الألبوم بالرغم من إصدارها على الراديو فقط.
ابتكر عازف الطبول ريك ألين لحناً وقام باستعراضه أمام الفرقة. عمل عازفا الإيتار فيل كولين وستيف كلارك وعازف غيتار البيس ريك سافج على فكرة ألين، في حين قام المغني جو إليوت والمنتج التنفيذي مات لانج على كتابة الكلمات.

## الأغنية المصورة
كانت الأغنية المصورة من إخراج فيل تاكيت. تم تصوير الأغنية في 3 أبريل 1993 في أوتاوا سيفيك سنتر في أوتاوا، كندا أثناء جولة أدرينالايز.

## قائمة الأغاني

### سي دي
1. «آي وانا تاتش يو»